# Stražbenica
Stražbenica es un pueblo de la municipalidad de Banovići, en el cantón de Tuzla, Bosnia y Herzegovina.

## Superficie
Posee una superficie de 0,64 kilómetros cuadrados.

## Demografía
Hasta 2013 la población era de 1274 habitantes, con una densidad de población de 2001,5 habitantes por kilómetro cuadrado.